# جلال سالم (عزبة)
عزبة جلال سالم، عزبة تابعة لقرية العجوزين، التابعة لمركز دسوق، التابع لمحافظة كفر الشيخ في جمهورية مصر العربية.